# Milà-Sanremo 2002
La Milà-Sanremo 2002 fou la 93a edició de la Milà-Sanremo. Es disputà el dissabte 23 de març i fou guanyada pel ciclista italià Mario Cipollini, que va batre a l'esprint Fred Rodriguez i Markus Zberg. Es tractava de la primera gran clàssica ciclista que guanyava el Rei Lleó, i l'única si no es compta el campionat del món de ciclisme en ruta que guanyaria a la fi del 2002.

## Classificació general
|    | Ciclista        | Equip                        | Temps     |
| -- | --------------- | ---------------------------- | --------- |
| 1  | Mario Cipollini | Acqua & Sapone-Cantina Tollo | 6h 39'30" |
| 2  | Fred Rodriguez  | Domo-Farm Frites             | m. t.     |
| 3  | Markus Zberg    | Rabobank                     | m. t.     |
| 4  | Jo Planckaert   | Cofidis                      | m. t.     |
| 5  | Óscar Freire    | Mapei-Quick Step             | m. t.     |
| 6  | Tomas Konecny   | Domo-Farm Frites             | m. t.     |
| 7  | Andrei Txmil    | Lotto-Adecco                 | m. t.     |
| 8  | Jan Svorada     | Lampre-Daikin                | m. t.     |
| 9  | Paolo Bossoni   | Tacconi Sport                | m. t.     |
| 10 | Mario Manzoni   | Index-Alexia Alluminio       | m. t.     |